# Dragon Dance Theatre

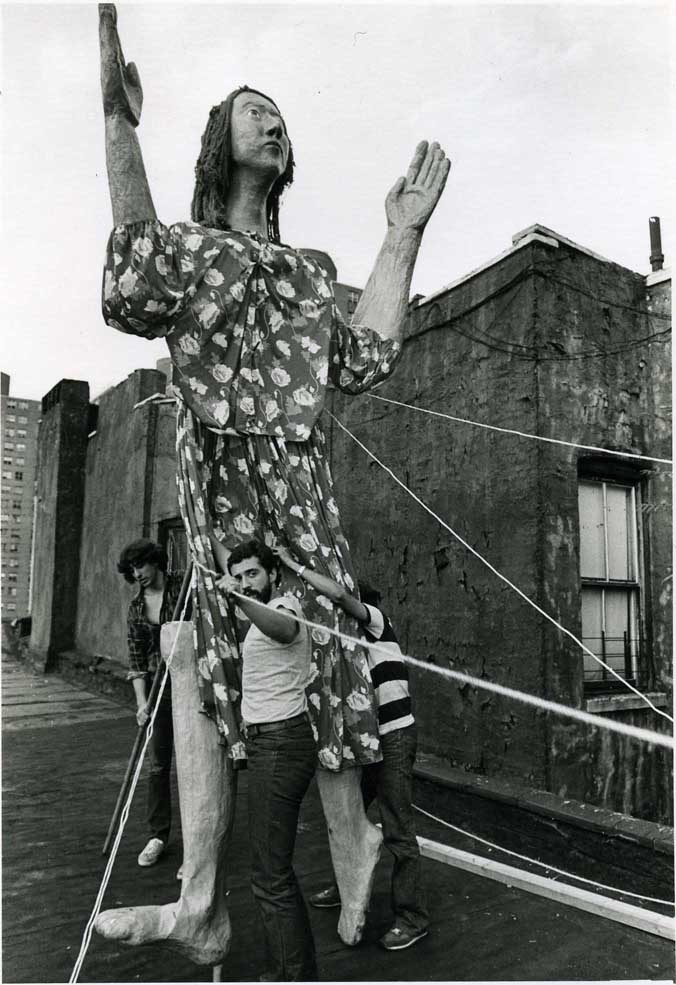
Marioneta gigante del Dragon Dance Theatre en el Harlem de Nueva York, en 1985.

Dragon Dance Teatro es una compañía de teatro y títeres gigantes, fundada en Vermont, Estados Unidos, entre 1974 y 1976. Desde esa fecha ha elaborado y producido diversos espectáculos teatrales y desarrollado actividades a partir del «Pan-American Puppetry Arts Institute» en México, Nicaragua, Argentina, Perú, Estados Unidos, Francia y Finlandia. En 2017, la compañía reside en la provincia de Quebec, Canadá, donde prosigue sus proyectos teatrales. El trabajo de la compañía se basa en la creación colectiva y cuenta con actores de diversos continentes.

## Historia
Dragon Dance Theatre fue fundado en 1974 por el muralista Sam Kerson y un pequeño grupo de amigos. A lo largo de su historia, sus miembros han evolucionado desde el teatro de macro-títeres en la línea del Bread and Puppet Theatre, hacia una militante reelaboración de los mitos griegos y sumerios, fusionándolos con la mitología precolombina o con las tradiciones locales donde montan sus creaciones colectivas. Las puestas en escena, desde una perspectiva contemporánea, incluyen parámetros de crítica social y toma de conciencia ecológica. Entre 1973 a 1998, presentaron sus montajes en el Bread an Puppet Theatre’s Domestic Ressurection Circus.

### Creaciones colectivas en Mesoamérica

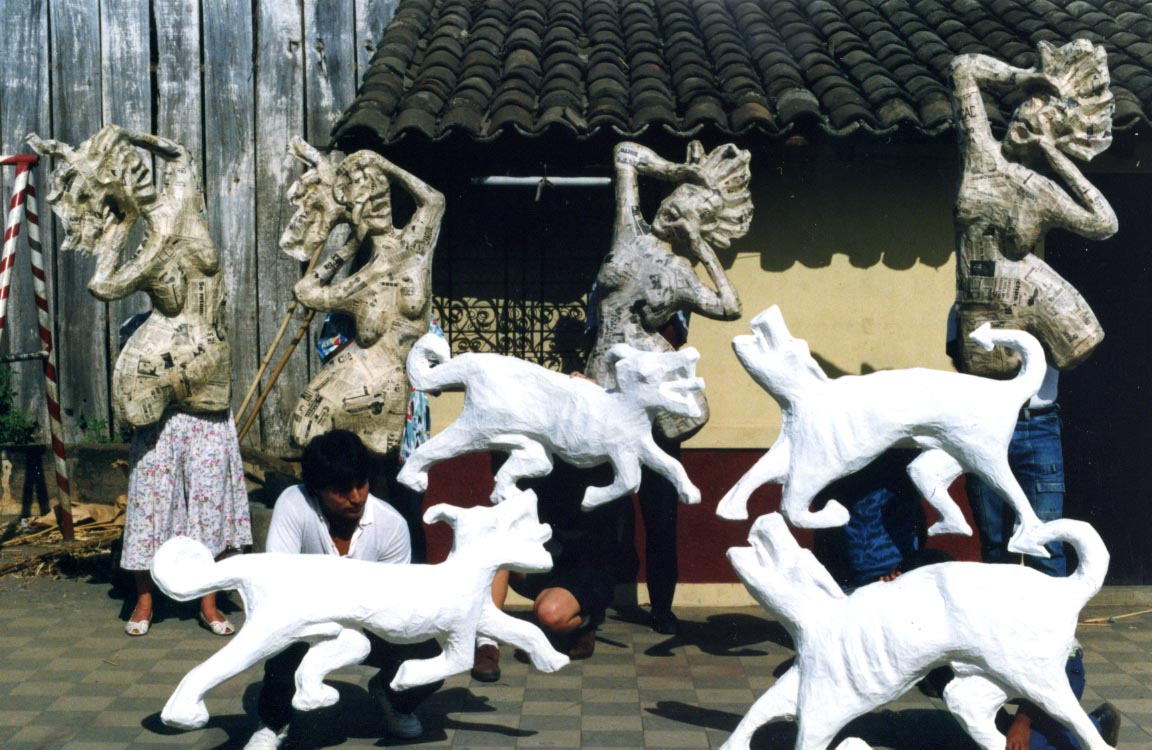
Contra Lo Fatal, a partir de un poema de Ruben Dario, dirigida por Sam Kerson, actuación en Monimbo, Nicaragua en 1987.

En 1973 Sam Kerson y Norman Brinski se conocieron en Cuzco, Perú, donde Briski estaba exiliado, poniendo en marcha el espectáculo Puzzle, y siguiendo las técnicas para una creación colectiva basada en la improvisación, dramatización y socialización de personajes e ideas, según el modelo del activista y dramaturgo argentino. Experiencias, entre 1987-1992, en Nicaragua en asociación con Phil Danzig, producirían más tarde muestras de teatro político como Death and The General, y posteriormente Paseo de la Muerte («Day of the Dead»), representada en México en 2001.

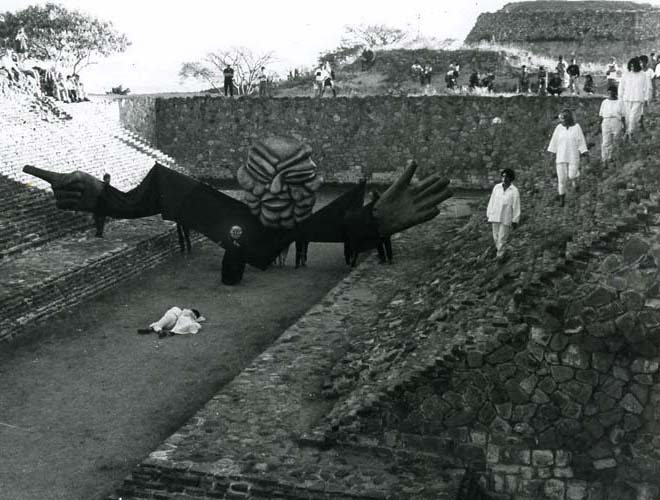
Dragon Dance Theatre en un montaje en las ruinas de Monte Alban (1994).

Durante las últimas dos décadas la compañía realizó proyectos de creación colectiva con comunidades indígenas y mestizas de los estados mexicanos de Querétaro, Veracruz y Oaxaca, donde la compañía recaló, en colaboración con el director mexicano Roberto Villaseñor. Uno de los principales montajes fue Sol y Luna una obra presentada en el yacimiento arqueológico de Monte Alban en Oaxaca, entre los años 1994 y 1996.
Desde 1994, Dragon Dance organiza los Pan-American Puppetry Arts Institute, proyectos de convergencia artística con la participación de profesionales internacionales y de la comunidad local donde se celebran. Estos talleres integran las artes plásticas, el teatro, la elaboración de máscaras y títeres gigantes, la narración de historias, la música y la danza. Las performances se llevan a cabo y producen con la participación de la comunidad, en un lenguaje popular y en espacios comunes. Los temas que desarrollan están habitualmente basados en una leyenda o un cuento popular de la región donde se realiza el proyecto.

### Traslado a Canadá

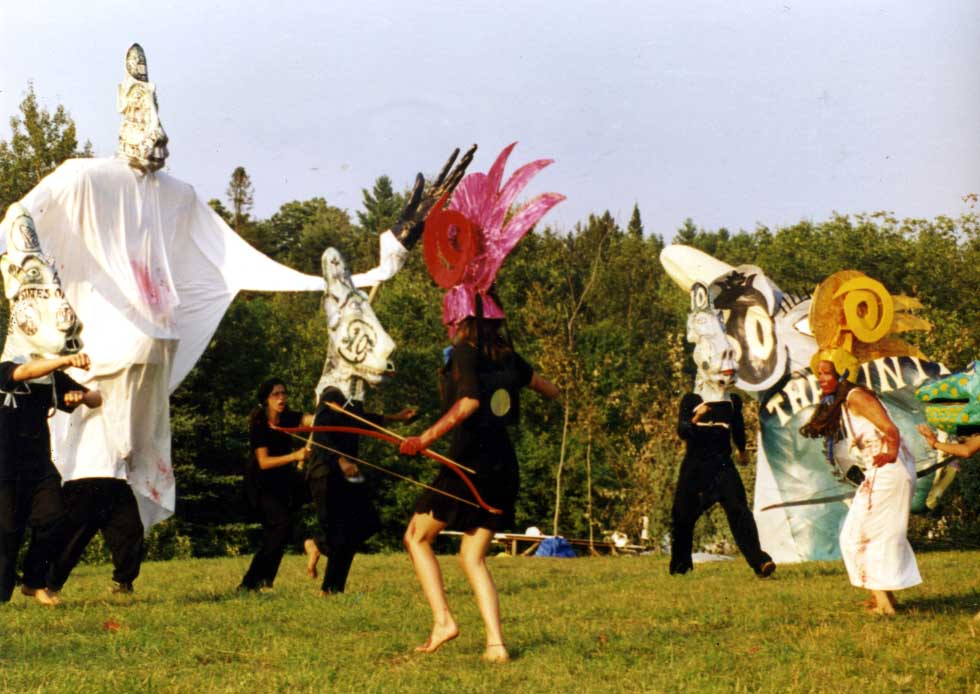
Ubu Roi, dirigida por Sam Kerson, en el Bread and Puppet Circus, Glover, Vermont, en 1998.

Con la entrada en la compañía de Katah Kersonin en 2000, el grupo cambió su base de Vermont a Quebec. Entre 2001 y 2016 el colectivo ha elaborado diversos proyectos en el Municipio de Jalpan de Serra, en el estado de Querétaro, México, con el apoyo del Museo Histórico de la Sierra Gorda y su director, Junípero Cabrera Berrones. Entre los proyectos realizados se encuentran: dos versiones de Dos Bodas y un Asesinato, un espectáculo sobre Frida Kahlo, Diego Rivera y León Trotski; La Matanza de los Inocentes, un espectáculo en el que participaron artistas de México, Finlandia, Australia y Bélgica, y gira en torno a la destrucción y el desastre ecológico; Contra la espada, un espectáculo sobre la vida de Fray Junípero Serra y la resistencia indígena en Sierra Gorda de Querétaro.
En 2008 la compañía produjo la película El Río de la Vida, en el pueblo zapoteco de San Blas Atempa, en el Istmo de Tehuantepec, Oaxaca. La historia transcurre durante la celebración del Día de Muertos en México y es una adaptación de La tonka de madera, un cuento de la artista oaxaqueña Maira Jiménez Desales, que participó como directora de producción y actriz principal. La grabación estuvo a cargo del documentalista Edson Caballero.
En la década de 2010, Dragon Dance Theatre ha organizado tres "residencias artísticas" en el norte de Finlandia, con la colaboración de Anna-Kaisa Järvi, como productora. Las historias de los espectáculos fueron adaptaciones de poemas del Kalevala (el poema épico finlandés). El tema principal de los montajes fueron la conciencia ecológica y política con respecto a la energía nuclear, tales producciones fueron también presentadas ante público americano.

### Últimos proyectos
En 2012, 2013 y 2014, la compañía produjo espectáculos de creación colectiva en la sierra de Otontepec, en el estado de Veracruz. La temática de los espectáculos giró en torno a los conflictos sociales, la población negra de la región y la agricultura. Arturo Tristán, promotor cultural de la región, coprodujo los espectáculos.
Una de sus últimas producciones relata la dramática realidad de los refugiados sirios en las costas griegas.

## Selección de montajes
Entre sus montajes y ‘performances’ se pueden enumerar:
- Gargantua in the Cevennes, Francia (1988)
- Monimbo, Nicaragua, (1991)
- The Hulupu Tree, Buenos Aires, Festival Calle de los Títeres, (1992)
- The Underground Railroad, «International Theater Festival», La Havana, (1992)
- Innana in the Underworld, Vermont (USA), (1988-1998)
- Sol y Luna, Mexico-Vermont, (1994-1999)
- Paseo de la Muerte, (Day of the Dead), Mexico, (2001)
- Two Weddings and an Assassination, Mexico, (2002-2005)
- 7 Angry Men, Mexico& Francia (2003)
- Il Secreto Illuminato, Mexico, (2004-2008)
- Persephony in the Underworld, Vermont, Francia (2006)
- Capture of the Fire Fish, Kemijarvi, Finlandia (2007)
- Les Arbres de Demeter (from Ovid's Erysichthon), Francia (2009)
- Journey to a Peaceable Kingdom, Ii, Finlandia y México (2010)
- La Sirena de Tlapanimichin, Mexico, (2011)
- Psyche and Cupid, Alemania, (2012)
- Til Ulenspeigle, Bélgica, (2012)
- Contra la Espada, (the life of Junipero de Serra) México (2013)
- Mujer del Ombligo Grande, Mexico, (2013-2014)
- Las Blaseñas Defendieron el Pueblo, San Blas Atempa, Oaxaca, México (2014)
- Lemminkainen in Tuonela, Ii, Finlandia (2015)

(en preparación: Persephone in the Underworld, Francia previsto para agosto de 2017)